# كاباليرونية ترابية
كاباليرونية ترابية (الاسم العلمي: Burkholderia humi) هي نوع من البكتيريا، سلبية الغرام، تتبع جنس البيركهولدرية.